# 1985 CD
1985 CD är en asteroid i huvudbältet som upptäcktes den 14 februari 1985 av de båda japanska astronomerna Takeshi Urata och Kenzo Suzuki i Toyota.
Asteroiden har en diameter på ungefär 6 kilometer och den tillhör asteroidgruppen Eunomia.